# Pauline-Félicité de Mailly
Paulina Felicja de Mailly, fr. Pauline-Félicité de Mailly (ur. 1712 w Paryżu, zm. 9 września 1741) – młodsza siostra Louise Julie de Mailly-Nesle, metresa Ludwika XV.

## Życiorys
Była córką Louisa III de Mailly-Nesle i jego żony Armande Félice de La Porte Mazarin (wnuczki Hortensji Mancini). Urodziła się jako druga spośród pięciu sióstr de Nesle:
- Louise Julie de Mailly-Nesle, markiza Vintimille (1710–1751)
- Diane Adélaïde de Mailly, księżna Lauraguais (1714–1769)
- Hortense Félicité de Mailly, markiza Flavacourt (1715–1763)
- Marie Anne de Mailly, księżna Châteauroux (1717–1744)

W 1739 roku wyszła za mąż za Jeana-Baptiste Huberta Félix, hrabiego Vintimille. Po ślubie nosiła tytuł hrabiny de Vintimille. Około roku 1740 zastąpiła swoją starszą siostrę Louise Julie de Mailly-Nesle i została metresą króla Francji – Ludwika XV. Urodziła królowi syna, nazywanego powszechnie Demi-Louis – ze względu na swoje podobieństwo do naturalnego ojca (króla):
- Karola Emanuela Marię de Vintimille, markiza de Luc (2 września 1741 – 14 lutego 1814), męża Marie Adélaïde de Castellane-Esparron, ojca:
  - Karola Feliksa Rene de Vintimille de Luc (1765–1806), męża Marthe Gabrielle Artois de Lévis, ojca:
    - Anny Karoliny Gabrieli de Vintimille de Luc (1785–1810), żony Louis-l’Espérance des Acres, markiza de l’Aigle
    - Marii Franciszki Ludwiki Celestyny de Vintimille de Luc (1787–1862), żony (1) Jana, hrabiego Greffulhe (2) Filipa Pawła, hrabiego Ségur
    - Fidèle Henrietty Józefiny de Vintimille de Luc (1789–1864), żony Aleksandra, hrabiego Girardin-d’Ermenonville

  - Adelajdy Pauliny de Vintimille de Luc (1767–1825), żony Henryka, markiza Lostanges i Montpézat
  - Candide Doroty Ludwiki de Vintimille de Luc (1767–1825), żony Jana Baptysty de Félix d’ Ollières, hrabiego Muy i Saint-Mesme

Paulina zmarła 9 września o 7 rano, zaledwie parę dni po ciężkim porodzie. Paulina była już oficjalną królewską metresą (fr. maîtresse en titre), przedstawioną na dworze wersalskim (w przeciwieństwie od jej siostry Louise, która była jedynie dyskretną kochanką króla).